# Zane Huett
Pour les articles homonymes, voir Huett.
Zane Huett, né le 9 mai 1997 à Riverside en Californie, est un acteur américain. Il est connu pour son rôle, enfant, de Parker Scavo dans la série Desperate Housewives. Il joue également dans divers films et publicités pour la télévision.

## Carrière
À l'âge de 3 ans, Zane a souhaité passer à la télévision. Ses parents ont pour cela fait appel à un agent un peu avant ses 4 ans. Il est d'abord apparu dans de nombreuses publicités avant de décrocher des rôles dans plusieurs films et un rôle récurrent dans Desperate Housewives.

## Filmographie
Cinéma
- 2003 : P.O.V. : The Camera's Eye : Zane
- 2004 : Just Another Day in the Neighborhood : Billy
- 2004 : Mysterious Skin : Jackson

Télévision
- 2004-2008 : Desperate Housewives : Parker Scavo
- 2011 : Mon père, ce rockeur (Rock the House) : Tommy